# Thomas Schäfer (Radsportler)
Thomas Schäfer (* 15. November 1980 in Wernigerode) ist ein  deutscher Paracycler, der in der Kategorie C4 startet.

## Sportliche Laufbahn
Thomas Schäfer hat Fehlbildungen am linken Unterschenkel und am rechten Fuß. 2014 startete er erstmals bei UCI-Paracycling-Bahnweltmeisterschaften und belegte im Teamsprint Rang sechs. Im Jahr darauf wurde er bei den UCI-Paracycling-Straßenweltmeisterschaften jeweils Sechster in Straßenrennen und Einzelzeitfahren. Bei den UCI-Paracycling-Bahnweltmeisterschaften 2016 wurde er im Teamsprint Zehnter.
Im selben Jahr startete Schäfer bei den Sommer-Paralympics in Rio de Janeiro. Im Straßenrennen stürzte er und belegte Platz zwölf, im Einzelzeitfahren wurde er Siebter.
Bei den UCI-Paracycling-Straßenweltmeisterschaften 2017 wurde er Fünfter im Straßenrennen und Zehnter im Einzelzeitfahren. Bei den UCI-Paracycling-Straßenweltmeisterschaften 2022 belegte er im Straßenrennen Platz fünf. 